# Deník zasloužilé matky
Deník zasloužilé matky (v anglickém originále Reba) je americký televizní sitcom, jehož autorkou je Allison M. Gibson. Premiérově byl vysílán v letech 2001–2007, zpočátku na stanici The WB, následně na The CW (od 2006). Celkově bylo natočeno 127 dílů v šesti řadách. Hlavní postavou seriálu je Reba Hartová, kterou ztvárnila country zpěvačka Reba McEntire.

## Příběh
Rebu Hartovou (Reba McEntire), sarkastickou, ale citlivou matku, opustil její manžel, zubař Brock (Christopher Rich), aby si mohl vzít svou mladou, těhotnou a bláznivou milenku Barbru Jean (Melissa Peterman). Zatímco Reba vidí Barbru Jean jako otravný hmyz, který se neustále vrací do jejího domu, Barbra Rebu považuje za svou nejlepší (možná jedinou) přítelkyni. Brock a především Barbra rozčilují Rebu během svých častých návštěv u ní doma. Časem ale i Reba přijde na to, že všechny její snahy o to, aby cítila k Barbře nenávist, jsou neúčinné. Začne tak považovat Barbru za přítelkyni (či spíše za součást života), a vztahy s Brockem se také postupně urovnají.
Rebina starší dcera Cheyenne (Joanna García), která má právě končit střední školu, je rovněž těhotná. Vdá se proto za otce svého dítěte Vana Montgomeryho (Steve Howey), také studenta střední školy, tupého hráče amerického fotbalu, který se nastěhuje k Rebě, protože jeho vlastní rodiče ho vyhodí z domu kvůli sňatku s Cheyenne. Kromě Cheyenne má Reba ještě druhou dceru Kyru (Scarlett Pomers), inteligentní, rebelující a po matce sarkastickou dospívající, a syna Jakea, malého chlapce, který se snaží vyznat ve své rodině.
Cheyenne porodí děvče Elizabeth, Barbra Jean chlapce Henryho, jehož špatné chování se pak stane dalším důvodem neshod mezi Rebou a Barbrou. Brockovi se časem stýská po jeho původní rodině a snaží se s ní trávit více času, někdy dokonce vypadá jako by litoval svého rozvodu s Rebou. I přes to stále zůstává s Barbrou Jean a manželské problémy, které se časem objeví, se jim podaří vyřešit. Cheyenne, ačkoli to kvůli její naivitě nikdo nečekal, začne studovat vysokou školu (chce se stát zubařkou jako její otec Brock), Kyra zase naopak odmítne na univerzitu jít a raději se rozhodne věnovat hudbě. Van se kvůli zranění nemůže stát profesionálním fotbalistou, a tak se Van a Reba stanou obchodními partnery, když si spolu založí úspěšnou realitní agenturu. Cheyenne začne mít i problémy s alkoholem a začne docházet na schůzky Anonymních alkoholiků a pomáhat v jídelně pro bezdomovce.

## Obsazení
| Reba McEntire    | Reba Hartová           |
| Christopher Rich | Brock Hart             |
| Joanna García    | Cheyenne Montgomeryová |
| Steve Howey      | Van Montgomery         |
| Scarlett Pomers  | Kyra Hartová           |
| Mitch Holleman   | Jack „Jake“ Hart       |
| Melissa Peterman | Barbra Jean Hartová    |

## Vysílání
| Řada | Díly | Premiéra v USA     | Premiéra v USA  | Premiéra v ČR    | Premiéra v ČR    | Stanice v USA |
| Řada | Díly | První díl          | Poslední díl    | První díl        | Poslední díl     | Stanice v USA |
| ---- | ---- | ------------------ | --------------- | ---------------- | ---------------- | ------------- |
| 1    | 22   | 5. října 2001      | 10. května 2002 | 24. dubna 2009   | 27. května 2009  | The WB        |
| 2    | 25   | 20. září 2002      | 9. května 2003  | 28. května 2009  | 1. července 2009 | The WB        |
| 3    | 23   | 12. září 2003      | 14. května 2004 | 2. července 2009 | 4. srpna 2009    | The WB        |
| 4    | 22   | 17. září 2004      | 20. května 2005 | 5. srpna 2009    | 3. září 2009     | The WB        |
| 5    | 22   | 16. září 2005      | 5. května 2006  | 4. září 2009     | 6. října 2009    | The WB        |
| 6    | 13   | 19. listopadu 2006 | 18. února 2007  | 7. října 2009    | 23. října 2009   | The CW        |